# Thlypopsis fulviceps
Thlypopsis fulviceps е вид птица от семейство Тангарови (Thraupidae).

## Разпространение
Видът е разпространен във Венецуела и Колумбия.